# مانفرد بورگسمولر
مانفرد بورگسمولر (انگلیسی: Manfred Burgsmüller; ۲۲ دسامبر ۱۹۴۹ – ۱۸ مهٔ ۲۰۱۹) بازیکن فوتبال اهل آلمان بود.
از باشگاه‌هایی که در آن بازی کرده‌است می‌توان به باشگاه فوتبال بروسیا دورتموند، باشگاه فوتبال اوردینگن ۰۵، باشگاه فوتبال روت‌وایس اسن، باشگاه ورزشی وردر برمن، و باشگاه فوتبال نورنبرگ اشاره کرد.
وی همچنین در تیم‌های ملی فوتبال Germany national football B team و آلمان بازی کرده‌است.